# Frederik Børsting
Frederik Lindbøg Børsting (Klarup, 13 febbraio 1995) è un calciatore danese, centrocampista del Vendsyssel.

## Carriera

### Club
Cresciuto nelle giovanili del RKG Klarup, è successivamente entrato a far parte di quelle dell'Aalborg, che lo ha aggregato alla prima squadra a partire dalla stagione 2014-2015. Ha esordito in Superligaen in data 26 luglio 2014, venendo schierato titolare nella vittoria per 2-0 sul Midtjylland. Il 26 agosto 2014 ha debuttato nelle competizioni UEFA per club: è stato impiegato dall'inizio nella partita persa per 4-0 contro l'APOEL, nei preliminari dell'edizione stagionale della Champions League. Il 2 marzo 2015 è arrivata la prima rete nella massima divisione danese, nella vittoria per 1-3 in casa dell'Esbjerg.
L'8 marzo 2021 ha raggiunto quota 200 presenze con la maglia dell'Aalborg.
Il 15 febbraio 2022, i norvegesi del Brann hanno ufficializzato l'ingaggio di Børsting, in scadenza di contratto: il giocatore si sarebbe aggregato al nuovo club a partire dal 1º luglio successivo, con un accordo valido fino al 31 dicembre 2025. Il 9 marzo seguente, Brann ed Aalborg hanno trovato un accordo per anticipare il trasferimento, con il giocatore che è stato quindi immediatamente tesserato dalla formazione norvegese.
Il 28 gennaio 2024 ha fatto ritorno in Danimarca, per giocare nel Vendsyssel: ha siglato un accordo valido per i successivi due anni e mezzo.

### Nazionale
Ha rappresentato la Nazionale danese alle Olimpiadi del 2016, dove ha collezionato 4 presenze.

## Statistiche

### Presenze e reti nei club
Statistiche aggiornate al 28 gennaio 2024.
| Stagione       | Club           | Campionato     | Campionato | Campionato | Coppe nazionali | Coppe nazionali | Coppe nazionali | Coppe continentali | Coppe continentali | Coppe continentali | Supercoppe | Supercoppe | Supercoppe | Totale | Totale |
| Stagione       | Club           | Comp           | Pres       | Reti       | Comp            | Pres            | Reti            | Comp               | Pres               | Reti               | Comp       | Pres       | Reti       | Pres   | Reti   |
| -------------- | -------------- | -------------- | ---------- | ---------- | --------------- | --------------- | --------------- | ------------------ | ------------------ | ------------------ | ---------- | ---------- | ---------- | ------ | ------ |
| 2014-2015      | Aalborg        | SL             | 19         | 1          | CD              | 1               | 0               | UCL+UEL            | 1+2                | 0                  | -          | -          | -          | 23     | 1      |
| 2015-2016      | Aalborg        | SL             | 29         | 2          | CD              | 3               | 1               | -                  | -                  | -                  | -          | -          | -          | 32     | 3      |
| 2016-2017      | Aalborg        | SL             | 29         | 4          | CD              | 2               | 1               | -                  | -                  | -                  | -          | -          | -          | 31     | 5      |
| 2017-2018      | Aalborg        | SL             | 32         | 3          | CD              | 4               | 4               | -                  | -                  | -                  | -          | -          | -          | 36     | 7      |
| 2018-2019      | Aalborg        | SL             | 23         | 1          | CD              | 2               | 0               | -                  | -                  | -                  | -          | -          | -          | 25     | 1      |
| 2019-2020      | Aalborg        | SL             | 30         | 4          | CD              | 5               | 1               | -                  | -                  | -                  | -          | -          | -          | 35     | 5      |
| 2020-2021      | Aalborg        | SL             | 30         | 2          | CD              | 2               | 0               | -                  | -                  | -                  | -          | -          | -          | 32     | 2      |
| 2021-mar. 2022 | Aalborg        | SL             | 17         | 0          | CD              | 3               | 1               | -                  | -                  | -                  | -          | -          | -          | 20     | 1      |
| Totale Aalborg | Totale Aalborg | Totale Aalborg | 209        | 17         |                 | 22              | 8               |                    | 3                  | 0                  |            | -          | -          | 234    | 25     |
| 2022           | Brann          | 1D             | 30         | 4          | CN              | 6               | 0               | -                  | -                  | -                  | -          | -          | -          | 36     | 4      |
| 2023           | Brann          | ES             | 29         | 5          | CN              | 4               | 0               | -                  | -                  | -                  | -          | -          | -          | 33     | 5      |
| Totale Brann   | Totale Brann   | Totale Brann   | 59         | 9          |                 | 10              | 0               |                    | -                  | -                  |            | -          | -          | 69     | 9      |
| gen.-giu. 2024 | Vendsyssel     | 1D             | 0          | 0          | CD              | -               | -               | -                  | -                  | -                  | -          | -          | -          | 0      | 0      |
| Totale         | Totale         | Totale         | 268        | 26         |                 | 32              | 8               |                    | 3                  | 0                  |            | -          | -          | 303    | 34     |

## Palmarès
- Coppa di Norvegia: 1

Brann: 2022-2023